# Grasburg (Wahlern)
Die Grasburg ist die Ruine einer Felsenburg auf einem Sandsteinfelsen bei Schwarzenburg, im Kanton Bern in der Schweiz.

## Lage
Die Burg steht auf einem Felsvorsprung über der Sense-Schlucht. Dieser Vorsprung liegt in einer Flussschlaufe und fällt auf der Südseite über 60 Meter ab. Auch auf den andern Seite befinden sich felsige Steilhänge. Nur im Südosten findet sich ein Felssattel der den Bauplatz mit dem Umland verbindet. Auf dem Burgfelsen selber bildet die Stelle eine nicht ganz ebene Fläche von 150 Meter Länge und einer Breite von rund 50 Metern. Dadurch bot der Bauplatz die Möglichkeit, die grösste Burg im Kanton Bern zu erstellen. Auf der westlichen leicht erhöhten Felsspitze wurde in einer ersten Etappe die mit einem 16 Meter breiten Halsgraben abgetrennte Kernburg erstellt. In einer zweiten Etappe wurde sie am östlichen Ende mit einem Bergfried abgeschlossen.
Südlich der Burg verläuft eine mittelalterliche Strasse, die die beiden kyburgischen Städte Thun und Freiburg verbindet. Sie läuft in die Sense-Schlucht hinunter in der sie rund 600 Meter südlich der Burg den Fluss überquert. Die «Torenöli» genannte Stelle, an der der Abstieg in die Schlucht stattfindet, liegt im Blickfeld der Burg. Auch der heutige Weg zum Harrissteg war ebenfalls eine mittelalterliche Strasse, deren Ziel vermutlich Laupen war. Die Burg war also für die Staufer geeignet, nicht nur die Region zu verwalten, sondern auch den Verkehr in der Region zu überwachen.

## Geschichte
Die Grasburg wurde um 1220 oder 1230 erbaut. In dieser Zeit waren die Gebiete der heutigen Kantone Freiburg und Bern an die Staufer, eine deutsche Königsfamilie, gelangt. Lange Zeit wurde angenommen, dass die Grasburg von den Zähringern erbaut wurde. Dies wird nach jüngsten Forschungen von Thomas Biller als Fehler betrachtet. Die Theorie der Zähringer als Bauherren stammt vom Freiburger Heinrich Burri, welcher 1931 ein Buch über die Grasburg verfasst hat. Burris Arbeit galt lange als massgebliche Quelle und wurde lange Zeit nicht in Frage gestellt. Zwar wurde anlässlich der Renovierung 1983/84, ein Aufmass erstellt, aber tiefer gehende Forschung unterblieb, sodass Burris Datierung bestehen blieb, und die Bauphasen der Burg nicht erkannt wurden. Zwar wurden in den Quellen zwischen 1223 und 1245 ein Otto und ein Cuno von Grassburg, offenbar Reichsministeriale, genannt, aber erst mit der Erwähnung eines Jakob Schultheiss von Grassburg im Jahr 1239 findet erstmals eine örtliche Zuordnung statt, da er ab 1259 als ehemaliger Schultheiss bezeichnet wird, was nahelegt, dass die Grasburg zu den Reichsburgen und Stützpunkten der Staufer gehörte, die in den Wirren des Interregnums von den Kyburgern besetzt worden war. Was auch naheliegend wäre, da sie an der Strasse von Thun nach Freiburg liegt.
Gegen die Erbauung durch die Zähringer (vor deren Aussterben 1218) sprechen auch die heute noch eindeutig erkennbaren gotischen Bauformen, deren Stilistik eher eine Erbauung im Zeitraum der ersten schriftlichen Erwähnungen, also um 1223, vermuten lässt.

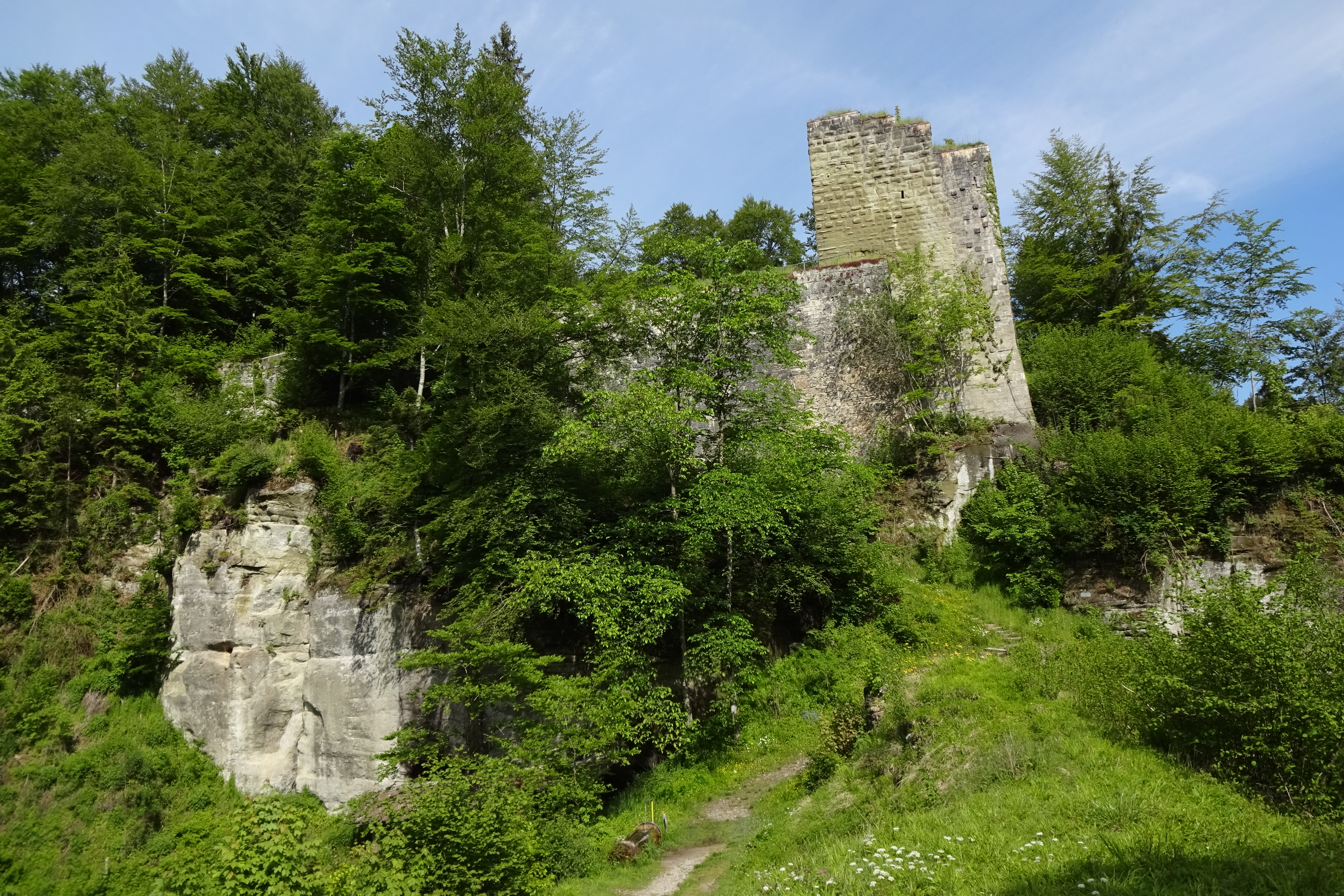
Grasburg (Sensegraben, Schwarzenburg) – Vorderburg: Gesamtanlage mit Wohnturm von Südosten

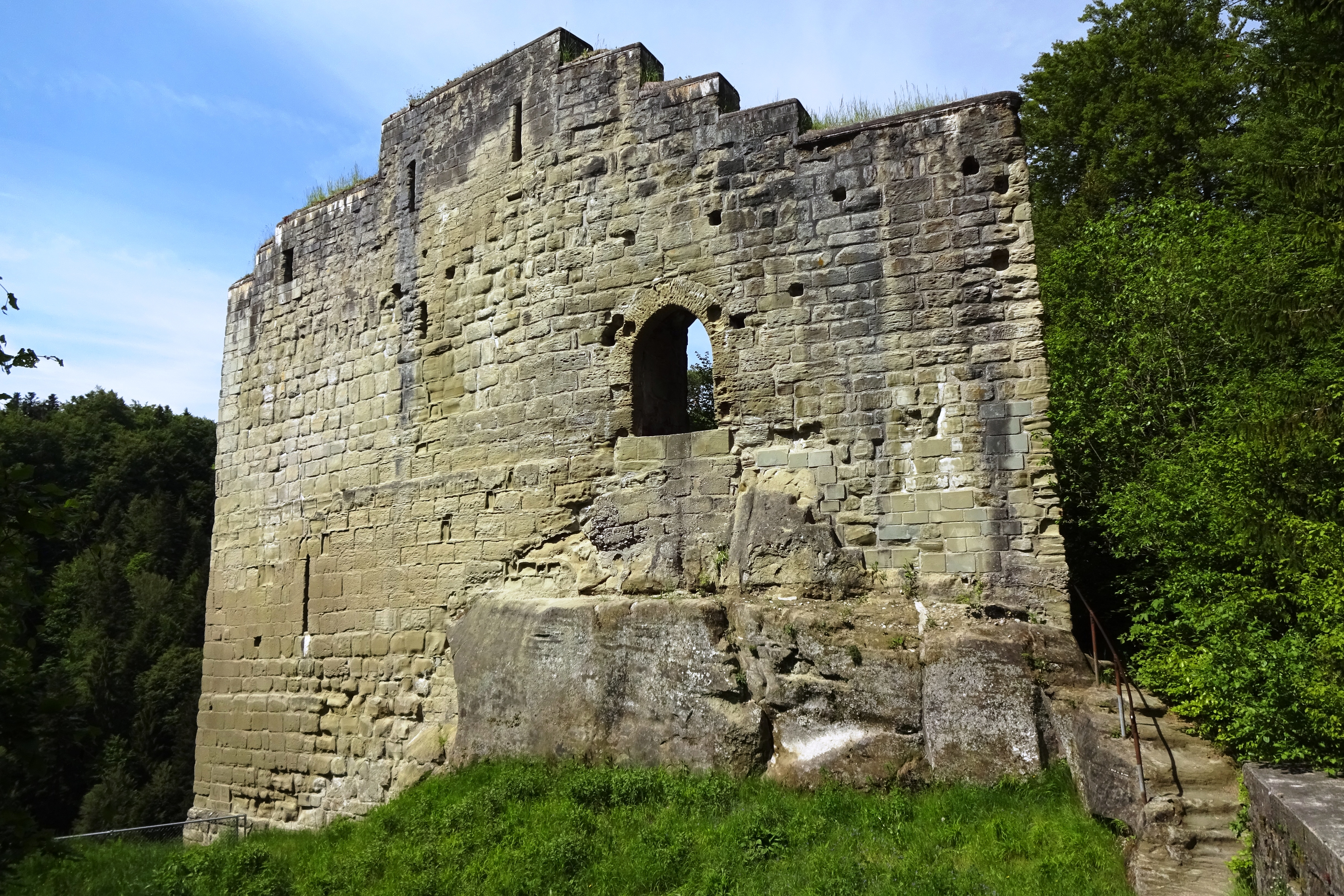
Grasburg (Sensegraben, Schwarzenburg) – Hinterburg: Palas mit Burggraben von Nordosten

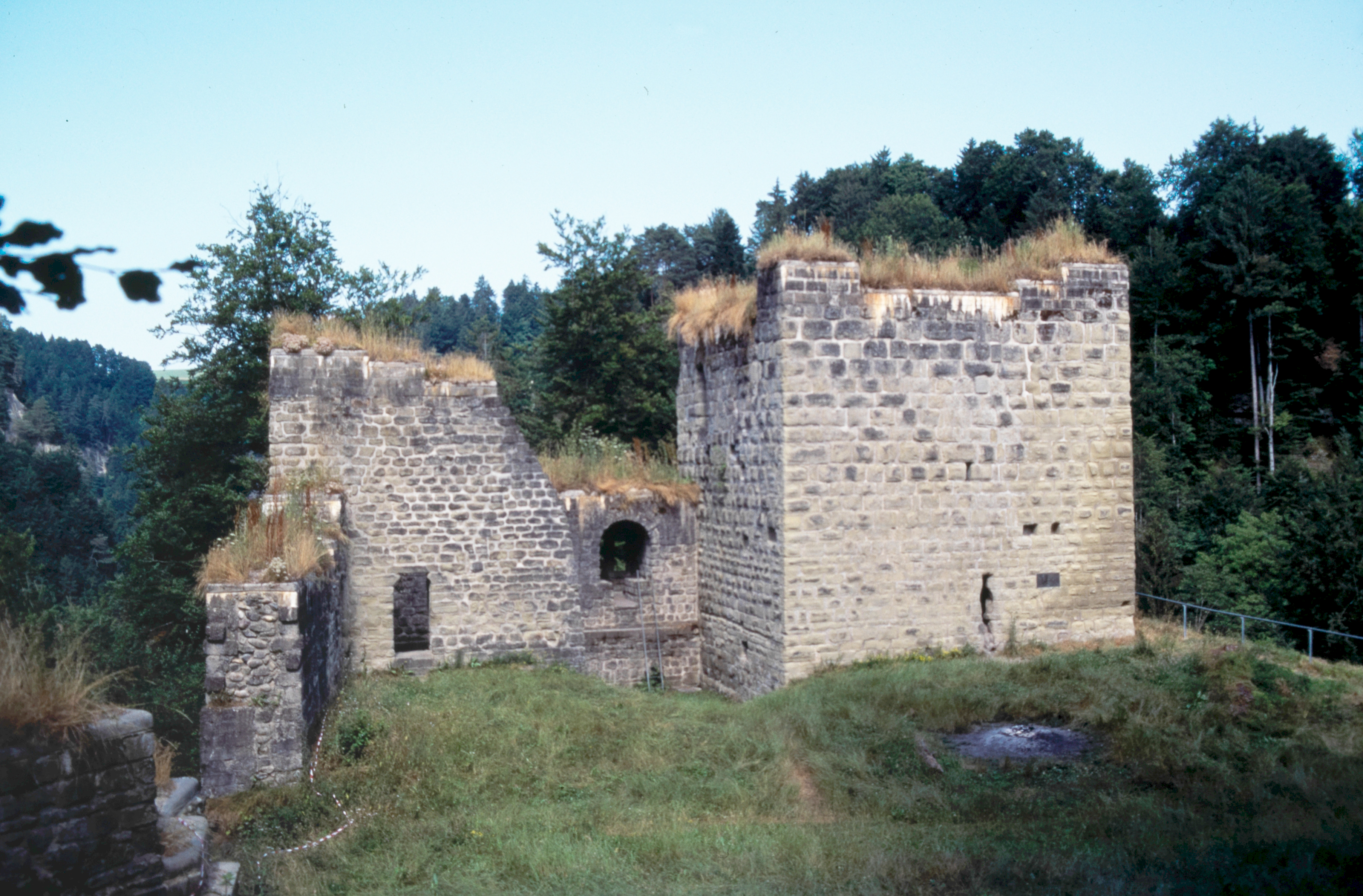
Der Ostteil der Ruine während Instandsetzungsarbeiten 1994

Als im Jahre 1250 die staufische Machtstellung zusammenbrach, kam die Burg in kyburischen, dann 1263/64 für kurze Zeit in savoyischen Besitz, dann als Lehen in den Besitz von Rudolf von Habsburg, und wurde durch dessen Ernennung zum König erneut Reichsburg. Die Habsburger setzten als Vögte die von Maggenbergs, de Corbières und die de Vuippens ein. 1310 wurde das Lehen Grasburg von Heinrich VII. an Amadeus V. von Savoyen verpfändet. Von da an verlor die Burg an Bedeutung und verfiel, weshalb sie 1423 an die Städte Bern und Freiburg verkauft wurde, die sie gemeinsam verwalteten. 1575 wurde die Burg aufgegeben. Die Herrschaft über den heutigen Amtsbezirk Schwarzenburg wurde anschliessend von Schloss Schwarzenburg aus geführt. 1803 ging die Ruine Grasburg an den Staat Bern und ist seit 1894 im Besitz der Stadt Bern.
Heute sind von der Burg noch die Vorburg, die Hauptburg und der Haupthof erhalten.
Sie wurde zwischen 1984 und 1986 so gesichert, dass sie gefahrlos besichtigt und begangen werden kann. Die letzte Sanierung wurde zwischen 2022 und 2023 in zwei Etappen durchgeführt.